# Hoxne
Hoxne (prononcé « Hoxone ») est un village du Suffolk, à l'extrême est de l'Angleterre. Le site est d'un grand intérêt archéologique : il a donné son nom au Hoxnien, période interglaciaire préhistorique peut-être contemporaine du Holsteinien européen. Le trésor romain de Hoxne, daté du Ve siècle, a également été découvert sur le territoire du village.

## Sources
1. ↑  L'anthropologie, vol. 88, Masson, 1984, p. 286